# أولاد علي (أسيوط)
قرية أولاد علي هي إحدى القرى التابعة لمركز أسيوط في محافظة أسيوط في جمهورية مصر العربية. حسب إحصاءات سنة 2006، بلغ إجمالي السكان في أولاد علي 2278 نسمة، منهم 1181 رجل و1097 امرأة.